# 법념처
법념처(心法念處)는 초기불교의 수행법인 7과 37도품 중 첫 번째 과인 4념처(四念處: 신념처 · 수념처 · 심념처 · 법념처)의 세 번째 수행법으로, 법(法) 즉 존재 · 현상을 관찰하는 알아차림(sati, 사띠) 수행 또는 명상법을 말한다. 불교에서 법은 여러 가지 뜻이 있지만, 법념처에서의 법은 수행의 관찰 대상으로서의 5개(五蓋, 다섯 장애) · 5취온(五蓋, 다섯 집착된 온) · 6처(六處, 여섯 터전, 여섯 가지 감각장소) · 7각지(七覺支, 일곱 깨달음 요소) · 4성제(四聖諦, 네 가지 거룩한 진리)를 뜻한다.
남방불교의 대표적인 4념처 관련 경전들인, 팔리어 경전의 〈대념처경〉과 〈염처경〉에 따르면 구체적인 5가지 수행법이 있다. 그리고 각각의 구체적인 수행법은 다시 자신의 법을 관찰하는 것, 다른 사람의 법을 관찰하는 것, 자신과 다른 사람의 법을 교대로 관찰하는 것으로 진행되고, 그런 후, 무상(생멸, 일어남과 사라짐) 관찰 수행과 무아 관찰 수행으로 마무리된다.
이러한 구성은 구체적인 14가지 수행법이 있는 신념처와 그 구성이 동일하다. 이러한 구성은 수념처와 심념처와는 차이가 있다. 수념처에서는 9가지 수행법이 심념처의 16가지 구체적 수행법이 각각 한 세트를 이루는데, 세트 전체에 대해 자신의 느낌 또는 마음을 관찰하는 것, 다른 사람의 느낌 또는 마음을 관찰하는 것, 자신과 다른 사람의 느낌 또는 마을을 교대로 관찰하는 것으로 구성되어 있다. 그런 후 무상(생멸, 일어남과 사라짐) 관찰 수행과 무아 관찰 수행으로 마무리된다.
〈대념처경〉에 나타나는 법념처의 내용, 즉, 구체적 수행법은 다음과 같다.
1. 다섯 장애[五蓋]에 대한 알아차림
2. 다섯 집착된 온[五取蘊]에 대한 알아차림
3. 여섯 터전[六入處]에 대한 알아차림
4. 일곱 깨달음 요소[七覺支]에 대한 알아차림
5. 네 가지 거룩한 진리[四聖諦]의 법에 대한 알아차림

## 출전
법념처 수행법이 나오는 경전과 논서는 다음과 같다.
남방 부파불교 경전
- 팔리어 경전 중 《디가 니까야》 제22경 〈대념처경〉(大念處經, Mahāsatipaṭṭhāna Sutta)[2][3][4][5][6]
- 팔리어 경전 중 《맛지마 니까야》 제10경 〈염처경〉(念處經, Satipaṭṭhāna Sutta)[7][8][9][10][11]

북방 부파불교 경론
- 한역 경전 중 《중아함경》 제24권 제98경 〈염처경〉(念處經)[12][13]

대승 경론
- 한역 경전 중 《좌선삼매경》(坐禪三昧經)  제2권[14][15]
- 한역 논서 중 《대지도론》(大智度論) 제19권[16][17]
- 한역 논서 중《유가사지론》(瑜伽師地論) 제28권[18]

## 대념처경과 염처경의 수행법
팔리어 경전의 〈대념처경〉과 〈염처경〉 그리고 그 주석서에 따르면 법념처 수행법은 아래와 같다.

### 1. 다섯 장애[五蓋]에 대한 알아차림
비구들이여, 여기 비구는 다섯 가지 장애[五蓋]의 법에서 법을 관찰하며 머문다. 비구들이여, 어떻게 비구가 다섯 가지 장애의 법에서 법을 관찰하며 머무는가?

 — 각묵스님 옮김(2015) 《디가 니까야》 제2권 제22경 〈대념처경〉 초기불전연구원. pp.516~517.

#### (1) 탐욕개(감각적 욕망)에 대한 알아차림
비구들이여, 여기 비구는 자기에게 감각적 욕망이 있을 때 '내게 감각적 욕망이 있다.'고 알아차리고, 감각적 욕망이 없을 때 '내게 감각적 욕망이 없다.'고 알아차린다. 비구는 전에 없던 감각적 욕망이 어떻게 일어나는지 알아차리고, 일어난 감각적 욕망을 어떻게 제거하는지 알아차리며, 어떻게 하면 제거한 감각적 욕망이 앞으로 다시 일어나지 않는지 알아차린다.

 — 각묵스님 옮김(2015) 《디가 니까야》 제2권 제22경 〈대념처경〉 초기불전연구원. pp.516~517. 편집자가 용어 일부 변경

#### (2) 진에개(악의)에 대한 알아차림
자기에게 악의가 있을 때 '내게 악의가 있다.'고 알아차리고, 악의가 없을 때 '내게 악의가 없다.'고 알아차린다. 비구는 전에 없던 악의가 어떻게 일어나는지 알아차리고 일어난 악의를 어떻게 제거하는지 알아차리며, 어떻게 하면 제거한 악의가 앞으로 다시 일어나지 않는지 알아차린다.

 — 각묵스님 옮김(2015) 《디가 니까야》 제2권 제22경 〈대념처경〉 초기불전연구원. p.517. 편집자가 용어 일부 변경

#### (3) 혼면개(해태와 혼침)에 대한 알아차림
자기에게 해태와 혼침이 있을 때 '내게 해태와 혼침이 있다.'고 알아차리고, 해태와 혼침이 없을 때 '내게 해태와 혼집이 없다.'고 알아차린다. 비구는 전에 없던 해태와 혼침이 어떻게 일어나는지 알아차리고 일어난 해태와 혼침을 어떻게 제거하는지 알아차리며, 어떻게 하면 제거한 해태와 혼침이 앞으로 다시 일어나지 않는지 알아차린다.

 — 각묵스님 옮김(2015) 《디가 니까야》 제2권 제22경 〈대념처경〉 초기불전연구원. pp.517~518. 편집자가 용어 일부 변경

#### (4) 도회개(들뜸과 후회)에 대한 알아차림
자기에게 들뜸과 후회가 있을 때 '내게 들뜸과 후회가 있다.'고 알아차리고, 들뜸과 후회가 없을 때 '내게 들뜸과 후회가 없다.'고 알아차린다. 비구는 전에 없던 들뜸과 후회가 어떻게 일어나는지 알아차리고, 일어난 들뜸과 후회를 어떻게 제거하는지 알아차리며, 어떻게 하면 제거한 들뜸과 후회가 앞으로 다시 일어나지 않는지 알아차린다.

 — 각묵스님 옮김(2015) 《디가 니까야》 제2권 제22경 〈대념처경〉 초기불전연구원. p.518. 편집자가 용어 일부 변경

#### (5) 의개(의심)에 대한 알아차림
자기에게 회의적 의심이 있을 때 '내게 의심이 있다.'고 알아차리고, 의심이 없을 때 '내게 의심이 없다.'고 알아차린다. 비구는 전에 없던 의심이 어떻게 일어나는지 알아차리고, 일어난 의심을 어떻게 제거하는지 알아차리며, 어떻게 하면 제거한 의심이 앞으로 다시 일어나지 않는지 알아차린다.

 — 각묵스님 옮김(2015) 《디가 니까야》 제2권 제22경 〈대념처경〉 초기불전연구원. pp.518~519. 편집자가 용어 일부 변경

#### (6) 자신과 다른 사람의 다섯 장애[五蓋]에 대한 알아차림 수행
이와 같이 안으로 법에서 법을 관찰하며[法隨觀] 머문다. 혹은 밖으로 법에서 법을 관찰하며 머문다. 혹은 안팎으로 법에서 법을 관찰하며 머문다.

 — 각묵스님 옮김(2015) 《디가 니까야》 제2권 제22경 〈대념처경〉 초기불전연구원. p.519. 편집자가 용어 일부 변경
1. (1)~(5)의 수행은 자신의 다섯 장애[五蓋]에 대한 알아차림 수행을 행한 것이다.
2. 자신의 다섯 장애[五蓋]에 대한 (1)~(5)의 알아차림 수행을 반복하여 능숙해지게 한다.
3. 다른 사람의 다섯 장애[五蓋]에 대해 (1)~(5)의 알아차림 수행을 행한다.
4. 다른 사람의 다섯 장애[五蓋]에 대해 (1)~(5)의 알아차림 수행을 반복하여 능숙해지게 한다.
5. 자신의 다섯 장애[五蓋] 그리고 다른 사람의 다섯 장애[五蓋]에 대해 교대로 (1)~(5)의 알아차림 수행을 행한다.

#### (7) 다섯 장애[五蓋]에 대한 무상(생멸, 일어남과 사라짐) 관찰 수행
혹은 법에서 일어나는 현상[法]을 관찰하며 머문다. 혹은 법에서 사라지는 현상을 관찰하며 머문다. 혹은 법에서 일어나기도 하고 사라지기도 하는 현상을 관찰하며 머문다.

 — 각묵스님 옮김(2015) 《디가 니까야》 제2권 제22경 〈대념처경〉 초기불전연구원. p.519.

#### (8) 다섯 장애[五蓋]에 대한 무아 관찰 수행
혹은 그는 '법이 있구나.'라고 알아차림을 잘 확립하나니 지혜만이 있고 알아차림만이 현전할 때까지.

 — 각묵스님 옮김(2015) 《디가 니까야》 제2권 제22경 〈대념처경〉 초기불전연구원. p.519. 편집자가 용어 일부 변경

#### (9) 다섯 장애[五蓋]에 대한 알아차림 수행의 과보
이제 그는 [갈애와 견해에] 의지하지 않고 머문다. 그는 세상에 대해서 아무 것도 움켜쥐지 않는다.

 — 각묵스님 옮김(2015) 《디가 니까야》 제2권 제22경 〈대념처경〉 초기불전연구원. p.519.

#### (10) 다섯 장애[五蓋]에 대한 알아차림 수행의 결어
비구들이여, 이와 같이 비구는 다섯 가지 장애의 법에서 법을 관찰하며 머문다.

 — 각묵스님 옮김(2015) 《디가 니까야》 제2권 제22경 〈대념처경〉 초기불전연구원. p.519.

### 2. 다섯 집착된 온[五取蘊]에 대한 알아차림
다시 비구들이여, 여기 비구는 [나 등으로] 취착하는 다섯 집착된 온[五取蘊]들의 법에서 법을 관찰하며[法隨觀] 머문다. 비구들이여, 어떻게 비구가 [나 등으로] 취착하는 다섯 집착된 온들의 법에서 법을 관찰하며 머무는가?

 — 각묵스님 옮김(2015) 《디가 니까야》 제2권 제22경 〈대념처경〉 초기불전연구원. p.519. 편집자가 용어 일부 변경

#### (1) 색취온(물질)에 대한 알아차림
비구들이여, 여기 비구는 '이것이 물질이다. 이것이 물질의 일어남이다. 이것이 물질의 사라짐이다.'라고 [관찰하며 머문다.]

 — 각묵스님 옮김(2015) 《디가 니까야》 제2권 제22경 〈대념처경〉 초기불전연구원. pp.519~520.

#### (2) 수취온(느낌)에 대한 알아차림
'이것이 느낌이다. 이것이 느낌의 일어남이다. 이것이 느낌의 사라짐이다.'라고 [관찰하며 머문다.]

 — 각묵스님 옮김(2015) 《디가 니까야》 제2권 제22경 〈대념처경〉 초기불전연구원. p.520.

#### (3) 상취온(생각)에 대한 알아차림
'이것이 생각이다. 이것이 생각의 일어남이다. 이것이 생각의 사라짐이다.'라고 [관찰하며 머문다.]

 — 각묵스님 옮김(2015) 《디가 니까야》 제2권 제22경 〈대념처경〉 초기불전연구원. p.520. 편집자가 용어 일부 변경

#### (4) 행취온(상카라)에 대한 알아차림
'이것이 상카라[行]들이다. 이것이 싱카라들의 일어남이다. 이것이 상카라들의 사라짐이다.'라고 [관찰하며 머문다.]

 — 각묵스님 옮김(2015) 《디가 니까야》 제2권 제22경 〈대념처경〉 초기불전연구원. p.520.

#### (5) 식취온(알음알이)에 대한 알아차림
'이것이 알음알이다. 이것이 알음알이의 일어남이다. 이것이 알음알이의 사라짐이다.'라고 [관찰하며 머문다.]

 — 각묵스님 옮김(2015) 《디가 니까야》 제2권 제22경 〈대념처경〉 초기불전연구원. p.520.

#### (6) 자신과 다른 사람의 다섯 집착된 온[五取蘊]에 대한 알아차림 수행
이와 같이 안으로 법에서 법을 관찰하며[法隨觀] 머문다. 혹은 밖으로 법에서 법을 관찰하며 머문다. 혹은 안팎으로 법에서 법을 관찰하며 머문다.

 — 각묵스님 옮김(2015) 《디가 니까야》 제2권 제22경 〈대념처경〉 초기불전연구원. p.519, 520. 편집자가 용어 일부 변경
1. (1)~(5)의 수행은 자신의 다섯 집착된 온[五取蘊]에 대한 알아차림 수행을 행한 것이다.
2. 자신의 다섯 집착된 온[五取蘊]에 대한 (1)~(5)의 알아차림 수행을 반복하여 능숙해지게 한다.
3. 다른 사람의 다섯 집착된 온[五取蘊]에 대해 (1)~(5)의 알아차림 수행을 행한다.
4. 다른 사람의 다섯 집착된 온[五取蘊]에 대해 (1)~(5)의 알아차림 수행을 반복하여 능숙해지게 한다.
5. 자신의 다섯 집착된 온[五取蘊] 그리고 다른 사람의 다섯 집착된 온[五取蘊]에 대해 교대로 (1)~(5)의 알아차림 수행을 행한다.

#### (7) 다섯 집착된 온[五取蘊]에 대한 무상(생멸, 일어남과 사라짐) 관찰 수행
혹은 법에서 일어나는 현상[法]을 관찰하며 머문다. 혹은 법에서 사라지는 현상을 관찰하며 머문다. 혹은 법에서 일어나기도 하고 사라지기도 하는 현상을 관찰하며 머문다.

 — 각묵스님 옮김(2015) 《디가 니까야》 제2권 제22경 〈대념처경〉 초기불전연구원. p.519, 520.

#### (8) 다섯 집착된 온[五取蘊]에 대한 무아 관찰 수행
혹은 그는 '법이 있구나.'라고 알아차림을 잘 확립하나니 지혜만이 있고 알아차림만이 현전할 때까지.

 — 각묵스님 옮김(2015) 《디가 니까야》 제2권 제22경 〈대념처경〉 초기불전연구원. p.519, 520. 편집자가 용어 일부 변경

#### (9) 다섯 집착된 온[五取蘊]에 대한 알아차림 수행의 과보
이제 그는 [갈애와 견해에] 의지하지 않고 머문다. 그는 세상에 대해서 아무 것도 움켜쥐지 않는다. 

 — 각묵스님 옮김(2015) 《디가 니까야》 제2권 제22경 〈대념처경〉 초기불전연구원. p.519, 520. 편집자가 용어 일부 변경

#### (10) 다섯 집착된 온[五取蘊]에 대한 알아차림 수행의 결어
비구들이여, 이와 같이 비구는 [나 등으로] 다섯 집착된 온[五取蘊]들의 법에서 법을 관찰하며 머문다.

 — 각묵스님 옮김(2015) 《디가 니까야》 제2권 제22경 〈대념처경〉 초기불전연구원. p.520.

### 3. 여섯 터전[六入處]에 대한 알아차림
다시 비구들이여, 여기 비구는 여섯 터전[六入處]의 법에서 법을 관찰하며[法隨觀] 머문다. 비구들이여, 어떻게 비구가 여섯 터전의 법에서 법을 관찰하며 머무는가?

 — 각묵스님 옮김(2015) 《디가 니까야》 제2권 제22경 〈대념처경〉 초기불전연구원. pp.520~521. 편집자가 용어 일부 변경

#### (1) 안처(눈)에 대한 알아차림
비구들이여, 여기 비구는 안처(눈)를 알아차린다.

 — 각묵스님 옮김(2015) 《디가 니까야》 제2권 제22경 〈대념처경〉 초기불전연구원. p.521. 편집자가 용어 일부 변경

#### (2) 색처(색깔·모양)에 대한 알아차림
색처(색깔·모양)를 알아차린다. 이 둘(안처와 색처, 눈과 색깔·모양)을 조건으로[緣] 일어난 족쇄도 알아차린다. 전에 없던 족쇄가 어떻게 일어나는지 알아차리고, 일어난 족쇄를 어떻게 제거하는지 알아차리며, 어떻게 하면 제거한 족쇄가 앞으로 다시 일어나지 않는지 알아차린다.

 — 각묵스님 옮김(2015) 《디가 니까야》 제2권 제22경 〈대념처경〉 초기불전연구원. pp.521~522. 편집자가 용어 일부 변경

#### (3) 이처(귀)에 대한 알아차림
이처(귀)를 알아차린다.

 — 각묵스님 옮김(2015) 《디가 니까야》 제2권 제22경 〈대념처경〉 초기불전연구원. p.522. 편집자가 용어 일부 변경

#### (4) 성처(소리)에 대한 알아차림
성처(소리)를 알아차린다. 이 둘(이처와 성처, 귀와 소리)을 조건으로[緣] 일어난 족쇄도 알아차린다. 전에 없던 족쇄가 어떻게 일어나는지 알아차리고, 일어난 족쇄를 어떻게 제거하는지 알아차리며, 어떻게 하면 제거한 족쇄가 앞으로 다시 일어나지 않는지 알아차린다.

 — 각묵스님 옮김(2015) 《디가 니까야》 제2권 제22경 〈대념처경〉 초기불전연구원. p.522. 편집자가 용어 일부 변경

#### (5) 비처(코)에 대한 알아차림
비처(코)를 알아차린다.

 — 각묵스님 옮김(2015) 《디가 니까야》 제2권 제22경 〈대념처경〉 초기불전연구원. p.522. 편집자가 용어 일부 변경

#### (6) 향처(냄새)에 대한 알아차림
향처(냄새)를 알아차린다. 이 둘(비처와 향처, 코와 냄새)을 조건으로[緣] 일어난 족쇄도 알아차린다. 전에 없던 족쇄가 어떻게 일어나는지 알아차리고, 일어난 족쇄를 어떻게 제거하는지 알아차리며, 어떻게 하면 제거한 족쇄가 앞으로 다시 일어나지 않는지 알아차린다.

 — 각묵스님 옮김(2015) 《디가 니까야》 제2권 제22경 〈대념처경〉 초기불전연구원. p.522. 편집자가 용어 일부 변경

#### (7) 설처(혀)에 대한 알아차림
설처(혀)를 알아차린다.

 — 각묵스님 옮김(2015) 《디가 니까야》 제2권 제22경 〈대념처경〉 초기불전연구원. p.522. 편집자가 용어 일부 변경

#### (8) 미처(맛)에 대한 알아차림
미처(맛)를 알아차린다. 이 둘(설처와 미처, 혀와 맛)을 조건으로[緣] 일어난 족쇄도 알아차린다. 전에 없던 족쇄가 어떻게 일어나는지 알아차리고, 일어난 족쇄를 어떻게 제거하는지 알아차리며, 어떻게 하면 제거한 족쇄가 앞으로 다시 일어나지 않는지 알아차린다.

 — 각묵스님 옮김(2015) 《디가 니까야》 제2권 제22경 〈대념처경〉 초기불전연구원. p.522. 편집자가 용어 일부 변경

#### (9) 신처(몸)에 대한 알아차림
신처(몸)를 알아차린다.

 — 각묵스님 옮김(2015) 《디가 니까야》 제2권 제22경 〈대념처경〉 초기불전연구원. p.522. 편집자가 용어 일부 변경

#### (10) 촉처(감촉)에 대한 알아차림
촉처(감촉)를 알아차린다. 이 둘(신처와 촉처, 몸과 감촉)을 조건으로[緣] 일어난 족쇄도 알아차린다. 전에 없던 족쇄가 어떻게 일어나는지 알아차리고, 일어난 족쇄를 어떻게 제거하는지 알아차리며, 어떻게 하면 제거한 족쇄가 앞으로 다시 일어나지 않는지 알아차린다.

 — 각묵스님 옮김(2015) 《디가 니까야》 제2권 제22경 〈대념처경〉 초기불전연구원. p.522. 편집자가 용어 일부 변경

#### (11) 의처(의근)에 대한 알아차림
의처(의근)를 알아차린다.

 — 각묵스님 옮김(2015) 《디가 니까야》 제2권 제22경 〈대념처경〉 초기불전연구원. p.522. 편집자가 용어 일부 변경

#### (12) 법처(법)에 대한 알아차림
법처(법)를 알아차린다. 이 둘(의처와 법처, 의근과 법)을 조건으로[緣] 일어난 족쇄도 알아차린다. 전에 없던 족쇄가 어떻게 일어나는지 알아차리고, 일어난 족쇄를 어떻게 제거하는지 알아차리며, 어떻게 하면 제거한 족쇄가 앞으로 다시 일어나지 않는지 알아차린다.

 — 각묵스님 옮김(2015) 《디가 니까야》 제2권 제22경 〈대념처경〉 초기불전연구원. p.522. 편집자가 용어 일부 변경

#### (13) 자신과 다른 사람의 여섯 터전[六入處]에 대한 알아차림 수행
이와 같이 안으로 법에서 법을 관찰하며[法隨觀] 머문다. 혹은 밖으로 법에서 법을 관찰하며 머문다. 혹은 안팎으로 법에서 법을 관찰하며 머문다.

 — 각묵스님 옮김(2015) 《디가 니까야》 제2권 제22경 〈대념처경〉 초기불전연구원. p.519, 522. 편집자가 용어 일부 변경
1. (1)~(5)의 수행은 자신의 여섯 터전[六入處]에 대한 알아차림 수행을 행한 것이다.
2. 자신의 여섯 터전[六入處]에 대한 (1)~(5)의 알아차림 수행을 반복하여 능숙해지게 한다.
3. 다른 사람의 여섯 터전[六入處]에 대해 (1)~(5)의 알아차림 수행을 행한다.
4. 다른 사람의 여섯 터전[六入處]에 대해 (1)~(5)의 알아차림 수행을 반복하여 능숙해지게 한다.
5. 자신의 여섯 터전[六入處] 그리고 다른 사람의 여섯 터전[六入處]에 대해 교대로 (1)~(5)의 알아차림 수행을 행한다.

#### (14) 여섯 터전[六入處]에 대한 무상(생멸, 일어남과 사라짐) 관찰 수행
혹은 법에서 일어나는 현상[法]을 관찰하며 머문다. 혹은 법에서 사라지는 현상을 관찰하며 머문다. 혹은 법에서 일어나기도 하고 사라지기도 하는 현상을 관찰하며 머문다.

 — 각묵스님 옮김(2015) 《디가 니까야》 제2권 제22경 〈대념처경〉 초기불전연구원. p.519, 522.

#### (15) 여섯 터전[六入處]에 대한 무아 관찰 수행
혹은 그는 '법이 있구나.'라고 알아차림을 잘 확립하나니 지혜만이 있고 알아차림만이 현전할 때까지.

 — 각묵스님 옮김(2015) 《디가 니까야》 제2권 제22경 〈대념처경〉 초기불전연구원. p.519, 522. 편집자가 용어 일부 변경

#### (16) 여섯 터전[六入處]에 대한 알아차림 수행의 과보
이제 그는 [갈애와 견해에] 의지하지 않고 머문다. 그는 세상에 대해서 아무 것도 움켜쥐지 않는다. 

 — 각묵스님 옮김(2015) 《디가 니까야》 제2권 제22경 〈대념처경〉 초기불전연구원. p.519, 522. 편집자가 용어 일부 변경

#### (17) 여섯 터전[六入處]에 대한 알아차림 수행의 결어
비구틀이여, 이와 같이 비구는 여섯 터전[六入處]의 법에서 법을 관찰하며 머문다.

 — 각묵스님 옮김(2015) 《디가 니까야》 제2권 제22경 〈대념처경〉 초기불전연구원. pp.522~523. 편집자가 용어 일부 변경

### 4. 일곱 깨달음 요소[七覺支]에 대한 알아차림
다시 비구들이여, 비구는 일곱 깨달음 요소[七覺支]들의 법에서 법을 관찰하며 머문다. 비구들이여, 어떻게 비구가 일곱 깨달음 요소[七覺支]들의 법에서 법을 관찰하며 머무는가?

 — 각묵스님 옮김(2015) 《디가 니까야》 제2권 제22경 〈대념처경〉 초기불전연구원. p.523. 편집자가 용어 일부 변경

#### (1) 염각지(알아차림의 깨달음 요소)에 대한 알아차림
비구들이여, 여기 비구는 자기에게 염각지(念覺支, 알아차림의 깨달음 요소)가 있을 때 '내게 염각지(알아차림의 깨달음 요소)가 있다.'고 알아차리고, 염각지(알아차림의 깨달음 요소)가 없을 때 '내게 염각지(알아차림의 깨달음 요소)가 없다.'고 알아차린다. 비구는 전에 없던 염각지(알아차림의 깨달음 요소)가 어떻게 일어나는지 알아차리고 일어난 염각지(알아차림의 깨달음 요소)를 어떻게 닦아서 성취하는지 알아차린다.

 — 각묵스님 옮김(2015) 《디가 니까야》 제2권 제22경 〈대념처경〉 초기불전연구원. p.523. 편집자가 용어 일부 변경

#### (2) 택법각지(법을 간택하는 깨달음 요소)에 대한 알아차림
비구들이여, 여기 비구는 자기에게 택법각지(擇法覺支, 법을 간택하는 깨달음 요소)가 있을 때 '내게 택법각지(법을 간택하는 깨달음 요소)가 있다.'고 알아차리고, 택법각지(법을 간택하는 깨달음 요소)가 없을 때 '내게 택법각지(법을 간택하는 깨달음 요소)가 없다.'고 알아차린다. 비구는 전에 없던 택법각지(법을 간택하는 깨달음 요소)가 어떻게 일어나는지 알아차리고 일어난 택법각지(법을 간택하는 깨달음 요소)를 어떻게 닦아서 성취하는지 알아차린다.

 — 각묵스님 옮김(2015) 《디가 니까야》 제2권 제22경 〈대념처경〉 초기불전연구원. p.524. 편집자가 용어 일부 변경

#### (3) 정진각지(정진의 깨달음 요소)에 대한 알아차림
비구들이여, 여기 비구는 자기에게 정진각지(精進覺支, 정진의 깨달음 요소)가 있을 때 '내게 정진각지(정진의 깨달음 요소)가 있다.'고 알아차리고, 정진각지(정진의 깨달음 요소)가 없을 때 '내게 정진각지(정진의 깨달음 요소)가 없다.'고 알아차린다. 비구는 전에 없던 정진각지(정진의 깨달음 요소)가 어떻게 일어나는지 알아차리고 일어난 정진각지(정진의 깨달음 요소)를 어떻게 닦아서 성취하는지 알아차린다.

 — 각묵스님 옮김(2015) 《디가 니까야》 제2권 제22경 〈대념처경〉 초기불전연구원. p.524. 편집자가 용어 일부 변경

#### (4) 희각지(희열의 깨달음 요소)에 대한 알아차림
비구들이여, 여기 비구는 자기에게 희각지(희열의 깨달음 요소)가 있을 때 '내게 희각지(喜覺支, 희열의 깨달음 요소)가 있다.'고 알아차리고, 희각지(희열의 깨달음 요소)가 없을 때 '내게 희각지(희열의 깨달음 요소)가 없다.'고 알아차린다. 비구는 전에 없던 희각지(희열의 깨달음 요소)가 어떻게 일어나는지 알아차리고 일어난 희각지(희열의 깨달음 요소)를 어떻게 닦아서 성취하는지 알아차린다.

 — 각묵스님 옮김(2015) 《디가 니까야》 제2권 제22경 〈대념처경〉 초기불전연구원. p.524. 편집자가 용어 일부 변경

#### (5) 경안각지(편안함의 깨달음 요소)에 대한 알아차림
비구들이여, 여기 비구는 자기에게 경안각지(輕安覺支, 편안함의 깨달음 요소)가 있을 때 '내게 경안각지(편안함의 깨달음 요소)가 있다.'고 알아차리고, 경안각지(편안함의 깨달음 요소)가 없을 때 '내게 경안각지(편안함의 깨달음 요소)가 없다.'고 알아차린다. 비구는 전에 없던 경안각지(편안함의 깨달음 요소)가 어떻게 일어나는지 알아차리고 일어난 경안각지(편안함의 깨달음 요소)를 어떻게 닦아서 성취하는지 알아차린다.

 — 각묵스님 옮김(2015) 《디가 니까야》 제2권 제22경 〈대념처경〉 초기불전연구원. p.524. 편집자가 용어 일부 변경

#### (6) 정각지(삼매의 깨달음 요소)에 대한 알아차림
비구들이여, 여기 비구는 자기에게 정각지(定覺支, 삼매의 깨달음 요소)가 있을 때 '내게 정각지(삼매의 깨달음 요소)가 있다.'고 알아차리고, 정각지(삼매의 깨달음 요소)가 없을 때 '내게 정각지(삼매의 깨달음 요소)가 없다.'고 알아차린다. 비구는 전에 없던 정각지(삼매의 깨달음 요소)가 어떻게 일어나는지 알아차리고 일어난 정각지(삼매의 깨달음 요소)를 어떻게 닦아서 성취하는지 알아차린다.

 — 각묵스님 옮김(2015) 《디가 니까야》 제2권 제22경 〈대념처경〉 초기불전연구원. p.524. 편집자가 용어 일부 변경

#### (7) 사각지(평온의 깨달음 요소)에 대한 알아차림
비구들이여, 여기 비구는 자기에게 사각지(捨覺支, 평온의 깨달음 요소)가 있을 때 '내게 사각지(평온의 깨달음 요소)가 있다.'고 알아차리고, 사각지(평온의 깨달음 요소)가 없을 때 '내게 사각지(평온의 깨달음 요소)가 없다.'고 알아차린다. 비구는 전에 없던 사각지(평온의 깨달음 요소)가 어떻게 일어나는지 알아차리고 일어난 사각지(평온의 깨달음 요소)를 어떻게 닦아서 성취하는지 알아차린다.

 — 각묵스님 옮김(2015) 《디가 니까야》 제2권 제22경 〈대념처경〉 초기불전연구원. p.524. 편집자가 용어 일부 변경

#### (8) 자신과 다른 사람의 일곱 깨달음 요소[七覺支]에 대한 알아차림 수행
이와 같이 안으로 법에서 법을 관찰하며[法隨觀] 머문다. 혹은 밖으로 법에서 법을 관찰하며 머문다. 혹은 안팎으로 법에서 법을 관찰하며 머문다.

 — 각묵스님 옮김(2015) 《디가 니까야》 제2권 제22경 〈대념처경〉 초기불전연구원. p.519, 524. 편집자가 용어 일부 변경
1. (1)~(5)의 수행은 자신의 일곱 깨달음 요소[七覺支]에 대한 알아차림 수행을 행한 것이다.
2. 자신의 일곱 깨달음 요소[七覺支]에 대한 (1)~(5)의 알아차림 수행을 반복하여 능숙해지게 한다.
3. 다른 사람의 일곱 깨달음 요소[七覺支]에 대해 (1)~(5)의 알아차림 수행을 행한다.
4. 다른 사람의 일곱 깨달음 요소[七覺支]에 대해 (1)~(5)의 알아차림 수행을 반복하여 능숙해지게 한다.
5. 자신의 일곱 깨달음 요소[七覺支] 그리고 다른 사람의 일곱 깨달음 요소[七覺支]에 대해 교대로 (1)~(5)의 알아차림 수행을 행한다.

#### (9) 일곱 깨달음 요소[七覺支]에 대한 무상(생멸, 일어남과 사라짐) 관찰 수행
혹은 법에서 일어나는 현상[法]을 관찰하며 머문다. 혹은 법에서 사라지는 현상을 관찰하며 머문다. 혹은 법에서 일어나기도 하고 사라지기도 하는 현상을 관찰하며 머문다.

 — 각묵스님 옮김(2015) 《디가 니까야》 제2권 제22경 〈대념처경〉 초기불전연구원. p.519, 524.

#### (10) 일곱 깨달음 요소[七覺支]에 대한 무아 관찰 수행
혹은 그는 '법이 있구나.'라고 알아차림을 잘 확립하나니 지혜만이 있고 알아차림만이 현전할 때까지.

 — 각묵스님 옮김(2015) 《디가 니까야》 제2권 제22경 〈대념처경〉 초기불전연구원. p.519, 524. 편집자가 용어 일부 변경

#### (11) 일곱 깨달음 요소[七覺支]에 대한 알아차림 수행의 과보
이제 그는 [갈애와 견해에] 의지하지 않고 머문다. 그는 세상에 대해서 아무 것도 움켜쥐지 않는다. 

 — 각묵스님 옮김(2015) 《디가 니까야》 제2권 제22경 〈대념처경〉 초기불전연구원. p.519, 524. 편집자가 용어 일부 변경

#### (12) 일곱 깨달음 요소[七覺支]에 대한 알아차림 수행의 결어
비구틀이여, 이와 같이 비구는 일곱 깨달음 요소[七覺支]의 법에서 법을 관찰하며 머문다.

 — 각묵스님 옮김(2015) 《디가 니까야》 제2권 제22경 〈대념처경〉 초기불전연구원. p.524. 편집자가 용어 일부 변경

### 5. 네 가지 거룩한 진리[四聖諦]의 법에 대한 알아차림
다시 비구들이여, 여기 비구는 네 가지 거룩한 진리[四聖諦]의 법에서 법을 관찰하며[法隨觀] 머문다. 비구들이여, 어떻게 비구가 네 가지 거룩한 진리의 법에서 법을 관찰하며 머무는가?

 — 각묵스님 옮김(2015) 《디가 니까야》 제2권 제22경 〈대념처경〉 초기불전연구원. p.524. 편집자가 용어 일부 변경

#### (1) 고성제(괴로움의 성스러운 진리)에 대한 알아차림
여기 비구는 '이것이 괴로움이다.'라고 있는 그대로 알아차린다.

 — 각묵스님 옮김(2015) 《디가 니까야》 제2권 제22경 〈대념처경〉 초기불전연구원. p.524. 편집자가 용어 일부 변경

#### (2) 집성제(괴로움의 일어남의 성스러운 진리)에 대한 알아차림
'이것이 괴로움의 일어남이다.'라고 있는 그대로 알아차린다.

 — 각묵스님 옮김(2015) 《디가 니까야》 제2권 제22경 〈대념처경〉 초기불전연구원. pp.524~525. 편집자가 용어 일부 변경

#### (3) 멸성제(괴로움의 소멸의 성스러운 진리)에 대한 알아차림
'이것이 괴로움의 소멸이다.'라고 있는 그대로 알아차린다.

 — 각묵스님 옮김(2015) 《디가 니까야》 제2권 제22경 〈대념처경〉 초기불전연구원. p.525. 편집자가 용어 일부 변경

#### (4) 도성제(도닦음의 성스러운 진리)에 대한 알아차림
'이것이 괴로움의 소멸로 인도하는 도닦음이다.'라고 있는 그대로 알아차린다.

 — 각묵스님 옮김(2015) 《디가 니까야》 제2권 제22경 〈대념처경〉 초기불전연구원. p.525. 편집자가 용어 일부 변경

#### (5) 자신과 다른 사람의 네 가지 거룩한 진리[四聖諦]의 법에 대한 알아차림 수행
이와 같이 안으로 법에서 법을 관찰하며[法隨觀] 머문다. 혹은 밖으로 법에서 법을 관찰하며 머문다. 혹은 안팎으로 법에서 법을 관찰하며 머문다.

 — 각묵스님 옮김(2015) 《디가 니까야》 제2권 제22경 〈대념처경〉 초기불전연구원. p.542. 편집자가 용어 일부 변경
1. (1)~(5)의 수행은 자신의 네 가지 거룩한 진리[四聖諦]에 대한 알아차림 수행을 행한 것이다.
2. 자신의 네 가지 거룩한 진리[四聖諦]에 대한 (1)~(5)의 알아차림 수행을 반복하여 능숙해지게 한다.
3. 다른 사람의 네 가지 거룩한 진리[四聖諦]에 대해 (1)~(5)의 알아차림 수행을 행한다.
4. 다른 사람의 네 가지 거룩한 진리[四聖諦]에 대해 (1)~(5)의 알아차림 수행을 반복하여 능숙해지게 한다.
5. 자신의 네 가지 거룩한 진리[四聖諦] 그리고 다른 사람의 네 가지 거룩한 진리[四聖諦]에 대해 교대로 (1)~(5)의 알아차림 수행을 행한다.

#### (6) 네 가지 거룩한 진리[四聖諦]의 법에 대한 무상(생멸, 일어남과 사라짐) 관찰 수행
혹은 법에서 일어나는 현상[法]을 관찰하며 머문다. 혹은 법에서 사라지는 현상을 관찰하며 머문다. 혹은 법에서 일어나기도 하고 사라지기도 하는 현상을 관찰하며 머문다.

 — 각묵스님 옮김(2015) 《디가 니까야》 제2권 제22경 〈대념처경〉 초기불전연구원. p.542.

#### (7) 네 가지 거룩한 진리[四聖諦]의 법에 대한 무아 관찰 수행
혹은 그는 '법이 있구나.'라고 알아차림을 잘 확립하나니 지혜만이 있고 알아차림만이 현전할 때까지.

 — 각묵스님 옮김(2015) 《디가 니까야》 제2권 제22경 〈대념처경〉 초기불전연구원. p.542. 편집자가 용어 일부 변경

#### (8) 네 가지 거룩한 진리[四聖諦]의 법에 대한 알아차림 수행의 과보
이제 그는 [갈애와 견해에] 의지하지 않고 머문다. 그는 세상에 대해서 아무 것도 움켜쥐지 않는다. 

 — 각묵스님 옮김(2015) 《디가 니까야》 제2권 제22경 〈대념처경〉 초기불전연구원. p.542. 편집자가 용어 일부 변경

#### (9) 네 가지 거룩한 진리[四聖諦]의 법에 대한 알아차림 수행의 결어
비구틀이여, 이와 같이 비구는 네 가지 거룩한 진리[四聖諦]의 법에서 법을 관찰하며 머문다.

 — 각묵스님 옮김(2015) 《디가 니까야》 제2권 제22경 〈대념처경〉 초기불전연구원. pp.542. 편집자가 용어 일부 변경